# Chimarrhis glabriflora
Chimarrhis glabriflora är en måreväxtart som beskrevs av Adolpho Ducke. Chimarrhis glabriflora ingår i släktet Chimarrhis och familjen måreväxter. Inga underarter finns listade i Catalogue of Life.